# Вейд Вілсон (злочинець)
Вейд Стівен Вілсон (англ. Wade Steven Wilson; нар. 20 травня 1994) — американський злочинець, засуджений за вбивства Крістін Мелтон і Даян Руїз у Кейп-Корал, штат Флорида, у 2019 році. Через те, що Вілсон має таке ж ім'я і прізвище, як персонаж Marvel Вейд Вілсон, більш відомий як Дедпул, ЗМІ часто називають його «Дедпул–вбивця». Вілсон був засуджений до смертної кари в 2024 році після того, як його визнали винним у вбивстві першого ступеня, серед інших звинувачень. До вбивств Вілсон мав кримінальне минуле, починаючи з 2012 року, включаючи судимості за крадіжки зі зломом, крадіжки в особливо великих розмірах і незаконне поводження з вогнепальною зброєю.

## Життя і ранні злочини
Вейд Стівен Вілсон народився 20 травня 1994 року в сім'ї підлітків. Пізніше його усиновили Стів і Кендіс Вілсон і він виріс у Таллахассі, штат Флорида, де відвідував середню школу. В юності Вілсона часто називали «проблемним», повідомлялось, що він був причетний до дрібних кримінальних злочинів та зловживав алкоголем і наркотиками. В дитинстві та підлітковому віці він також отримав кілька травм голови, які, як він пізніше назвав, сприяли його почуттю нестабільності. Його проблеми з законом почалися в 2012 році в окрузі Леон, де він був причетний до різних інцидентів, включаючи крадіжки зі зломом, напади і злочини, пов'язані з вогнепальною зброєю. У листопаді 2013 року Вілсон був засуджений до тюремного ув'язнення за крадіжку зі зломом і крадіжку в особливо великих розмірах, яке він відбував до вересня 2014 року. У 2015 році йому були пред'явлені звинувачення в сексуальному насильстві і викраденні після того, як жінка звинуватила його в нападі на неї в його автомобілі після вечірки. Однак суд присяжних зняв з нього ці звинувачення. У 2017 році Вілсона знову ув'язнили за крадіжку вогнепальної зброї, у в'язниці він пробув до липня 2018 року. Пізніше у 2018 році він проходив у справі Деніз Вільямс, яку було засуджено за змову з метою вбивства чоловіка. Вілсон нібито намагався фабрикувати докази і навіть пропонував убити Вільямс. У лютому 2019 року його колишня партнерка повідомила про інцидент, під час якого він напав і душив її. Хоча спочатку вона заявила про викрадення та зґвалтування, слідчі не почали розглядати ці звинувачення через брак доказів і діючий наказ про заборону контакту. 1 липня 2019 року Вілсона знову заарештували за побиття.

## Вбивства
7 жовтня 2019 року Вілсон убив двох жінок протягом кількох годин. Першу жертву, Крістін Мелтон, задушив у її будинку після того, як зустрів її в барі з живою музикою. Пізніше того ж дня задушив барвумен Даяну Руїз, матір двох дітей, заманивши її в машину убитої Мелтон під фальшивим приводом, а потім кілька разів переїхав її тіло. Незабаром після цього він зателефонував своєму біологічному батькові, Стівену Тестасекка, і зізнався у вбивстві жінок. Тестасекка та його дружина викликали поліцію і наступного дня Вілсон був заарештований. Він сказав детективам, що був би готовий «зробити це знову».

## Судові процеси та реакція громадськості
Під час судового розгляду були представлені докази психічного здоров'я Вілсона, у тому числі свідчення про його черепно-мозкові травми. Невролог засвідчив, що сканування мозку показало травму та порушення, які могли б пояснити деякі з імпульсивних дій Вілсона. Однак експерти звинувачення стверджували, що зловживання наркотиками було більш вагомим фактором у його діях. Захист стверджував, що зловживання наркотиками могло вплинути на його розсудливість під час злочину.
Батько Вілсона, Стівен Тестасекка, свідчив проти нього в суді, розповівши подробиці зізнання по телефону. Тестасекка заявив, що його син наїхав на Даяну Руїз після того, як зрозумів, що вона ще жива, і не зміг пояснити свої мотиви нічим, крім «я просто хотів це зробити». 9 з 12 присяжних проголосували за смертну кару через вбивство Мелтон та 10 з 12 за смертну кару через вбивство Руїз, при необхідному мінімуму 8 із 12 голосів. Маючи повноваження прийняти або знехтувати рішенням присяжних, суддя Ніколас Томпсон виніс два смертні вироки. Вілсон оскаржив це рішення у Верховному суді Флориди.
Винесення вироку Вілсону було відзначене суспільним інтересом і суперечками, включаючи численні повідомлення від людей, які благали про помилування. Його справа підняла питання про психічне здоров'я, злочинну поведінку та систему правосуддя. Справа отримала широке висвітлення в ЗМІ, частково через ім'я Вілсона, що співпадає з відомим персонажем Marvel Вейдом Вілсоном, більш відомим як Дедпул. Реакція громадськості була неоднозначною: одні висловлювали співчуття через проблеми з психічним здоров'ям, а інші зосереджувалися на жорстокості його злочинів.

## Ув'язнення
У в'язниці, очікуючи суду, Вілсон наніс на своє обличчя кілька татуювань, у тому числі свастику під правим оком і ще одну на голові.
У 2020 році Вілсона та його співкамерника звинуватили у спробі втечі, під час якої вони пошкодили вікно у своїй камері. Вілсон, якого вважали головним організатором і натхненником плану, також намагався підготувати автомобіль для втечі.
У 2023 році він визнав себе винним за принципом nolo contendere у справі про контрабанду наркотиків до в'язниці в обмін на зняття звинувачень, пов'язаних із ймовірною спробою втечі. Його було засуджено до штрафу та 12 років ув'язнення, які відбуватимуться одночасно з його смертним вироком.
У 2023 році Вілсон пережив передозування наркотиками у в'язниці округу Лі. Цей інцидент спонукав Управління шерифа округу Лі розпочати розслідування, в ході якого було викрито змову щодо контрабанди наркотиків до в'язниці. У цій справі також були висунуті звинувачення ще чотирьом особам.